# Étang de Mauguio
Étang de Mauguio este o arie protejată (sit de importanță comunitară — SCI) din Franța întinsă pe o suprafață de 7.020 ha, integral pe uscat.

## Localizare
Centrul sitului Étang de Mauguio este situat la coordonatele 43°35′15″N 4°03′50″E / 43.5875°N 4.06389°E.

## Înființare
Situl Étang de Mauguio a fost declarat arie specială de conservare în baza directivei 92/43 din 1992 referitoare la conservarea habitatelor naturale și a faunei și florei sălbatice pentru a proteja 1 specie de plante și 3 specii de animale.

## Biodiversitate
Situată în ecoregiunea mediteraneană, aria protejată conține 20 de habitate naturale: Lagune de coastă, Tufărișuri halofile mediteraneene și termo-atlantice (Sarcocornetea fruticosi), Galerii de Salix alba și de Populus alba, Dune mobile cu vegetație embrionară, Dune mobile de-a lungul țărmului cu Ammophila arenaria („dune albe”), Fânețe de joasă altitudine (Alopecurus pratensis, Sanguisorba officinalis), Salicornia și alte specii anuale care populează regiunile mlăștinoase și nisipoase, Dune de coastă cu Juniperus spp., Ape oligotrofe în general din solurile nisipoase vest-mediteraneene, cu un conținut foarte redus de minerale, cu Isoetes spp., Dune împădurite cu Pinus pinea și/sau Pinus pinaster, Ape stătătoare oligotrofe până la mezotrofe, cu vegetație de Littorelletea uniflorae și/sau de Isoëto-Nanojuncetea, Ape puternic oligomezotrofe cu vegetație bentonică cu Chara spp., Mlaștini calcaroase cu Cladium mariscus și specii de Caricion davallianae, Dune cu tufărișuri sclerofile Cisto-Lavenduletalia, Dune de pe litoral fixate cu Crucianellion maritimae, Depresiuni intradunale umede, Iazuri temporare mediteraneene, Pajiști umede mediteraneene cu ierburi înalte de Molinio-Holoschoenion, Galerii și tufărișuri riverane sudice (Nerio-Tamaricetea și Securinegion tinctoriae), Pășuni mediteraneene udate de apa mării (Juncetalia maritimi).
La baza desemnării sitului se află mai multe specii protejate:
- plante (1): Anacamptis pyramidalis
- mamifere (1): vidră de râu (Lutra lutra)
- reptile (2): țestoasa de baltă (Emys orbicularis), Natrix natrix helvetica

Pe lângă speciile protejate, pe teritoriul sitului au mai fost identificate 26 de specii de plante, 1 specie de păsări, 9 specii de amfibieni, 8 specii de mamifere, 2 specii de nevertebrate, 10 specii de reptile.